# Basocellulairenaevussyndroom
Het basocellulairenaevussyndroom of syndroom van Gorlin-Goltz is een zeldzame erfelijke aandoening waarbij vanaf jonge leeftijd vaak talloze basalecelcarcinomen ontstaan. Tevens worden vaak kaakcysten en skeletafwijkingen gevonden (hoog voorhoofd, hypertelorisme, hoog verhemelte, scoliose). De aandoening wordt veroorzaakt door mutaties in het PTCH1-gen, en erft autosomaal dominant over, maar niet volledig penetrant.